# Monte Turlo
Il monte Turlo (835 m s.l.m.) è una montagna delle Alpi Biellesi.

## Toponimo
Il toponimo Turlo è di probabile origine celtica e deriverebbe da una forma diminutiva del termine turuk. Tale forma è poi passata in alcune varianti del piemontese per indicare bernoccolo, rigonfiamento, gibbosità.

## Geologia
Il Turlo è caratterizzato da un punto di vista geologico dalla presenza di anfiboliti che affiorano in una matrice più estesa di kinzigiti.

## Descrizione

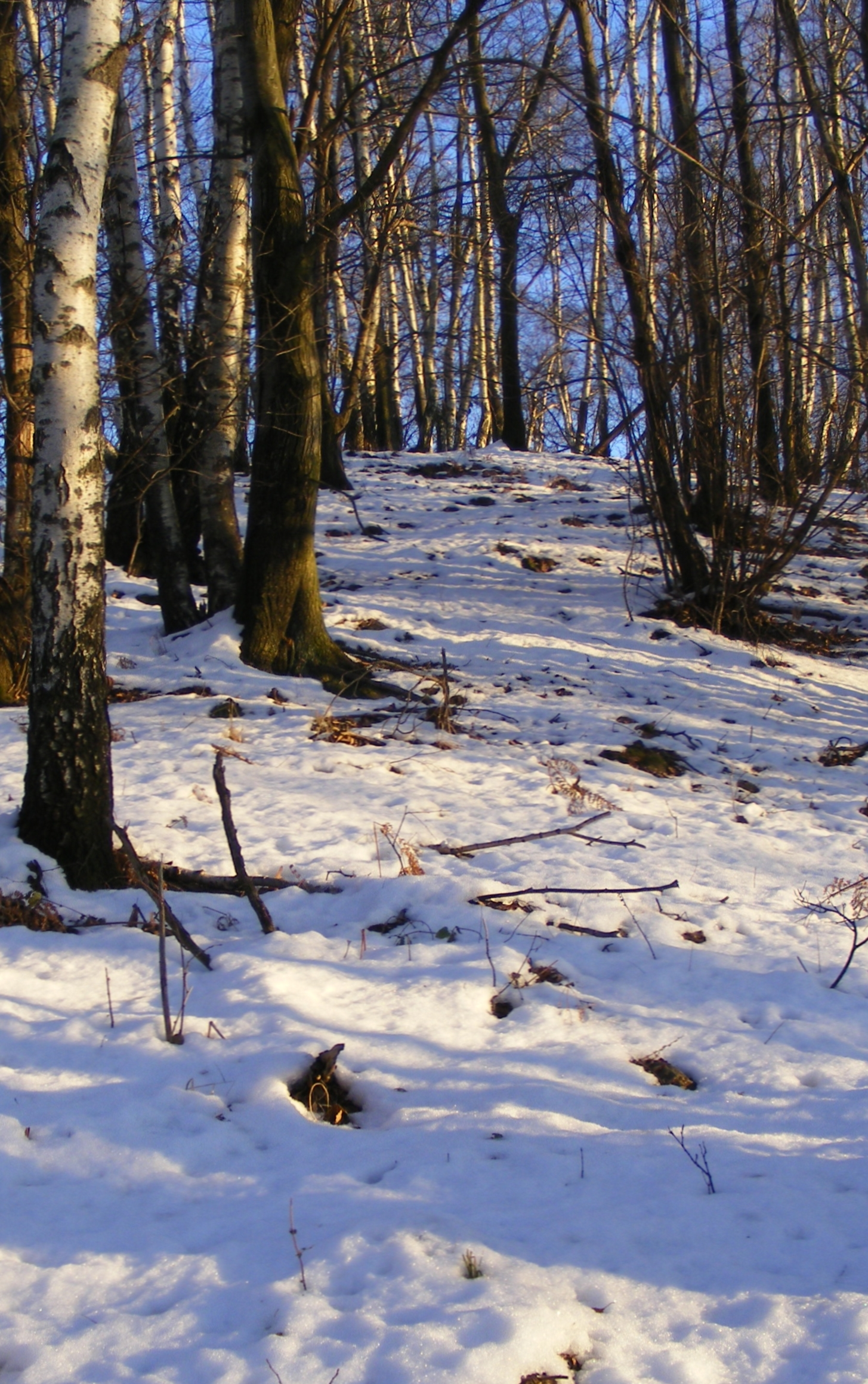
Il Turlo innevato

Il monte Turlo si trova in provincia di Biella (BI) alla convergenza tra la Valle del Cervo, la Val Strona e la valletta del Chiebbia. In realtà la montagna è costituita da due distinte cime separate da una selletta; localmente l'anticima occidentale (827 m) viene chiamata Turlo della Colma, mentre la cima vera e propria Turlo di Vaglio Pettinengo, facendo riferimento alla maggiore vicinanza, rispettivamente, alla Colma di Biella e alla frazione Vaglio di Pettinengo. La prominenza topografica della vetta principale è di 77 m. Sulla sua cima è visibile il basamento di un ripetitore televisivo oggi smantellato, del quale rimane nel bosco anche traccia della stradina di servizio. Sul monte Turlo convergevano i territori dei comuni di Andorno, Pettinengo e Selve Marcone, ma dopo l'assorbimento di quest'ultimo da parte di Pettinengo la montagna è oggi divisa solo tra i primi due.

## Escursionismo
Si può salire sul Monte Turlo per tracce di passaggio non segnate che si staccano dalla Grande traversata del Biellese, il cui tracciato taglia quasi in piano il versante nord della montagna.